# Magyarország a 2001-es ifjúsági atlétikai világbajnokságon
Magyarország a Debrecenben megrendezett 2001-es ifjúsági atlétikai világbajnokság házigazdája és részt vevő nemzete volt, 65 sportolóval képviseltette magát.

## Érmesek
| Érem      | Versenyző      | Versenyszám   | Dátum      |
| --------- | -------------- | ------------- | ---------- |
| Aranyérem | Kéri Andrea    | Kalapácsvetés | július 14. |
| Aranyérem | Horváth József | Kalapácsvetés | július 15. |

## Eredmények

### Férfi
| Versenyző                                             | Versenyszám        | Előfutam | Előfutam | Elődöntő | Elődöntő | Döntő    | Döntő    |
| Versenyző                                             | Versenyszám        | Idő      | Hely.    | Idő      | Hely.    | Idő      | Helyezés |
| ----------------------------------------------------- | ------------------ | -------- | -------- | -------- | -------- | -------- | -------- |
| Dohár Zoltán                                          | 100 m              | 11,08    | 4.       | kiesett  | kiesett  | kiesett  | kiesett  |
| Miklós Péter                                          | 100 m              | 10,97    | 3.       | kiesett  | kiesett  | kiesett  | kiesett  |
| Vas Dávid                                             | 200 m              | 22,33    | 4.       | kiesett  | kiesett  | kiesett  | kiesett  |
| Chvala Domonkos                                       | 200 m              | 22,85    | 6.       | kiesett  | kiesett  | kiesett  | kiesett  |
| Széll István                                          | 400 m              | 51,06    | 6.       | kiesett  | kiesett  | kiesett  | kiesett  |
| Maleczki Alfréd                                       | 800 m              | 1:55,74  | 5.       | kiesett  | kiesett  | kiesett  | kiesett  |
| Doma Csaba                                            | 800 m              | 1:58,30  | 7.       | kiesett  | kiesett  | kiesett  | kiesett  |
| Bokodi Balázs                                         | 1500 m             | 3:59,29  | 11.      |          |          | kiesett  | kiesett  |
| Takács Dávid                                          | 1500 m             | 4:12,03  | 17.      |          |          | kiesett  | kiesett  |
| Freier Dávid                                          | 3000 m             | 8:47,60  | 12.      |          |          | kiesett  | kiesett  |
| Végh Tibor                                            | 3000 m             | 8:43,33  | 14.      |          |          | kiesett  | kiesett  |
| Henyecz Ádám                                          | 110 m gát          | 14,73    | 5.       | kiesett  | kiesett  | kiesett  | kiesett  |
| Agócs Zsolt                                           | 400 m gát          | 56,14    | 6.       | kiesett  | kiesett  | kiesett  | kiesett  |
| T. Kupás Levente                                      | 2000 m akadály     | 6:21,48  | 13.      |          |          | kiesett  | kiesett  |
| Csont Attlia                                          | 10 000 m gyaloglás |          |          |          |          | 49:50,32 | 28.      |
| Kapéri Levente                                        | 10 000 m gyaloglás |          |          |          |          | 46:27,51 | 16.      |
| Miklós Péter Varga András Szilasi László Dávid Zoltán | 1000 m váltó       | 2:00,19  | 6.       |          |          | kiesett  | kiesett  |

| Versenyző       | Versenyszám   | Selejtező | Selejtező | Döntő    | Döntő     |
| Versenyző       | Versenyszám   | Eredmény  | Hely.     | Eredmény | Helyezés  |
| --------------- | ------------- | --------- | --------- | -------- | --------- |
| László Norbert  | Magasugrás    | 1,90 m    | 15.       | kiesett  | kiesett   |
| Kurucz Ádám     | Magasugrás    | 1,90 m    | 11.       | kiesett  | kiesett   |
| Szörényi Zoltán | Rúdugrás      | 4,40 m    | 10.       | kiesett  | kiesett   |
| Turjányi Tamás  | Távolugrás    | 6,79 m    | 12.       | kiesett  | kiesett   |
| Engi Csaba      | Távolugrás    | 7,27 m    | 4.        | 6,91 m   | 10.       |
| Farkas János    | Hármasugrás   | 13,91 m   | 16.       | kiesett  | kiesett   |
| Fejős Bence     | Hármasugrás   | 14,28 m   | 9.        | kiesett  | kiesett   |
| Gelencsér Gábor | Súlylökés     | 17,10 m   | 7.        | kiesett  | kiesett   |
| Egei Zoltán     | Diszkoszvetés | 51,38 m   | 7.        | kiesett  | kiesett   |
| Horváth József  | Kalapácsvetés | 77,72 m   | 1.        | 80,11 m  | Aranyérem |
| Luksa Norbert   | Kalapácsvetés | 60,00 m   | 15.       | kiesett  | kiesett   |
| Lovász Péter    | Gerelyhajítás | 59,08 m   | 6.        | kiesett  | kiesett   |
| Magyari Zoltán  | Gerelyhajítás | 63,89 m   | 3.        | 66,34 m  | 6.        |

| Versenyző       | Versenyszám | 100 m | 100 m | Távolugrás               | Távolugrás               | 110 m gát    | 110 m gát    | Magasugrás   | Magasugrás   | 400 m        | 400 m        | Súlylökés    | Súlylökés    | Gerelyhajítás | Gerelyhajítás | 1000 m       | 1000 m       | Végeredmény  | Végeredmény  |
| Versenyző       | Versenyszám | Idő   | Pont  | Eredmény                 | Pont                     | Eredmény     | Pont         | Eredmény     | Pont         | Idő          | Pont         | Idő          | Pont         | Eredmény      | Pont          | Idő          | Pont         | Pont         | Helyezés     |
| --------------- | ----------- | ----- | ----- | ------------------------ | ------------------------ | ------------ | ------------ | ------------ | ------------ | ------------ | ------------ | ------------ | ------------ | ------------- | ------------- | ------------ | ------------ | ------------ | ------------ |
| Bán Szabolcs    | Nyolcpróba  | 11.63 | 725   | 6,59 m                   | 718                      | 16,72        | 654          | 1,71 m       | 552          | 51,51        | 746          | 12,94 m      | 664          | 40,52 m       | 450           | 3:00,31      | 661          | 5170         | 27.          |
| Szibilla László | Nyolcpróba  | 12,14 | 624   | érvényes kísérlet nélkül | érvényes kísérlet nélkül | visszalépett | visszalépett | visszalépett | visszalépett | visszalépett | visszalépett | visszalépett | visszalépett | visszalépett  | visszalépett  | visszalépett | visszalépett | visszalépett | visszalépett |

### Nők
| Versenyző                                                      | Versenyszám      | Előfutam | Előfutam | Elődöntő | Elődöntő | Döntő    | Döntő    |
| Versenyző                                                      | Versenyszám      | Idő      | Hely.    | Idő      | Hely.    | Idő      | Helyezés |
| -------------------------------------------------------------- | ---------------- | -------- | -------- | -------- | -------- | -------- | -------- |
| Molnár Angéla                                                  | 100 m            | 12,71    | 8.       | kiesett  | kiesett  | kiesett  | kiesett  |
| Szabó Ágnes                                                    | 100 m            | 12,51    | 4.       | kiesett  | kiesett  | kiesett  | kiesett  |
| Rózsa Zsófia                                                   | 200 m            | 26,22    | 5.       | kiesett  | kiesett  | kiesett  | kiesett  |
| Vertetics Eszter                                               | 400 m            | 58,20    | 5.       | kiesett  | kiesett  | kiesett  | kiesett  |
| Cziráki Kitty                                                  | 800 m            | 2:09,05  | 2.       | 2:10,10  | 6.       | kiesett  | kiesett  |
| Drobny Dóra                                                    | 800 m            | 2:13,03  | 4.       | kiesett  | kiesett  | kiesett  | kiesett  |
| Leitold Veronika                                               | 1500 m           | 4:39,22  | 12.      |          |          | kiesett  | kiesett  |
| Koch Renáta                                                    | 1500 m           | 5:04,09  | 16.      |          |          | kiesett  | kiesett  |
| Gyenesei Judit                                                 | 3000 m           |          |          |          |          | 10:55,32 | 11.      |
| Seymour Eliána                                                 | 100 m gát        | 13,94    | 2.       | 14,19    | 3.       | 13,92    | 6.       |
| Horváth Dóra                                                   | 100 m gát        | 14,53    | 5.       | kiesett  | kiesett  | kiesett  | kiesett  |
| Pistár Szilvia                                                 | 400 m gát        | 1:04,79  | 6.       | kiesett  | kiesett  | kiesett  | kiesett  |
| Papp Gabriella                                                 | 5000 m gyaloglás |          |          |          |          | 25:16,40 | 13.      |
| Erdős Virág                                                    | 5000 m gyaloglás |          |          |          |          | 26:57,87 | 16.      |
| Molnár Angéla Seymour Eliána Császár Viktória Vertetics Eszter | 1000 m váltó     | kizárták | kizárták |          |          | kiesett  | kiesett  |

| Versenyző          | Versenyszám   | Selejtező | Selejtező | Döntő    | Döntő     |
| Versenyző          | Versenyszám   | Eredmény  | Hely.     | Eredmény | Helyezés  |
| ------------------ | ------------- | --------- | --------- | -------- | --------- |
| Zsótér Márta       | Magasugrás    | 1,55 m    | 12.       | kiesett  | kiesett   |
| Lendai Zsuzsanna   | Rúdugrás      | 3,50 m    | 10.       | kiesett  | kiesett   |
| Lendvai Eszter     | Rúdugrás      | 3,20 m    | 11.       | kiesett  | kiesett   |
| Szlovicsák Katalin | Távolugrás    | 4,88 m    | 13.       | kiesett  | kiesett   |
| Molnár Angéla      | Távolugrás    | 5,43 m    | 12.       | kiesett  | kiesett   |
| Gyömlei Tímea      | Hármasugrás   | 12,07 m   | 8.        | kiesett  | kiesett   |
| Szolyák Melinda    | Hármasugrás   | 12,43 m   | 4.        | 12,08 m  | 12.       |
| Balazsicz Eszter   | Súlylökés     | 11,62 m   | 11.       | kiesett  | kiesett   |
| Máté Katalin       | Súlylökés     | 12,10 m   | 9.        | kiesett  | kiesett   |
| Máté Katalin       | Diszkoszvetés | 45,65 m   | 5.        | 45,87 m  | 5.        |
| Varga Eszter       | Diszkoszvetés | 42,31 m   | 5.        | 40,65 m  | 11.       |
| Kéri Andrea        | Kalapácsvetés | 53,54 m   | 4.        | 59,86 m  | Aranyérem |
| Orbán Éva          | Kalapácsvetés | 55,70 m   | 1.        | 47,09 m  | 11.       |
| Bárány Bernadett   | Gerelyhajítás | 38,85 m   | 11.       | kiesett  | kiesett   |
| Lipták Zita        | Gerelyhajítás | 43,69 m   | 7.        | 44,38    | 10.       |

| Versenyző      | Versenyszám | 100 m gát | 100 m gát | Magasugrás | Magasugrás | Súlylökés | Súlylökés | 200 m | 200 m | Távolugrás | Távolugrás | Gerelyhajítás | Gerelyhajítás | 800 m   | 800 m | Végeredmény | Végeredmény |
| Versenyző      | Versenyszám | Idő       | Pont      | Eredmény   | Pont       | Eredmény  | Pont      | Idő   | Pont  | Eredmény   | Pont       | Eredmény      | Pont          | Idő     | Pont  | Pont        | Helyezés    |
| -------------- | ----------- | --------- | --------- | ---------- | ---------- | --------- | --------- | ----- | ----- | ---------- | ---------- | ------------- | ------------- | ------- | ----- | ----------- | ----------- |
| Farkas Györgyi | Hétpróba    | 14,78     | 871       | 1,69 m     | 842        | 9,78 m    | 515       | 26,50 | 754   | 5,33 m     | 651        | 40,08 m       | 669           | 2:23,26 | 780   | 5082        | 7.          |
| Németh Klára   | Hétpróba    | 15,17     | 819       | 1,54 m     | 666        | 9,21 m    | 478       | 27,89 | 640   | 5,12 m     | 592        | 38,72 m       | 643           | 2:36,91 | 609   | 4447        | 20.         |